# (13332) Benkhoff
(13332) Benkhoff (1998 SM58) – planetoida z grupy pasa głównego asteroid okrążająca Słońce w ciągu 4,8 lat w średniej odległości 2,84 j.a. Odkryta 17 września 1998 roku.